# Polystichum submite
Polystichum submite är en träjonväxtart som först beskrevs av Christ, och fick sitt nu gällande namn av Friedrich Ludwig Diels. Polystichum submite ingår i släktet Polystichum och familjen Dryopteridaceae. Inga underarter finns listade.